# Lang Park
O Lang Park, também conhecido como Suncorp Stadium por questões de patrocínio, é um estádio localizado na cidade de Brisbane na Austrália, foi inaugurado em 1914 e tem capacidade para 52,5 mil pessoas, é o maior estádio da cidade. É a casa do time de rugby league Brisbane Broncos, e do time de rugby union Queensland Reds, também já foi a casa do time de futebol Brisbane Roar entre os anos de 2005 a 2020. Recebeu algumas partidas da fase inicial, além da fase final e a disputa do terceiro lugar da Copa do Mundo de Futebol Feminino de 2023.
O estádio receberá o rugby sevens e o futebol nos Jogos Olímpicos de Verão de 2032.